# Enantiodromia

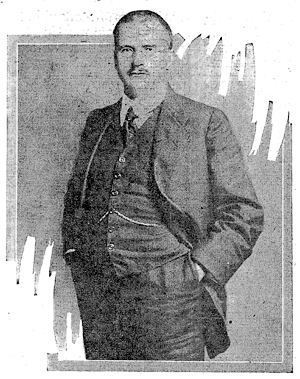
"O grande plano sobre o qual a vida inconsciente da psique é construído é tão inacessível à nossa compreensão que nunca podemos saber o que o mal pode não ser necessário, a fim de produzir bem por enantiodromia, e que bem pode muito possivelmente levar ao mal."

Enantiodromia (em grego clássico: ἐνάντιος; romaniz.: enantios oposto + δρόμος, dromos, pista de corrida) é um termo criado pelo filósofo Heráclito para o conceito de que uma grande força em uma direção gera uma força no sentido oposto. Foi reformulado pelo psicólogo Carl Jung para ser aplicado ao inconsciente quando em conflito com os desejos da mente consciente.  Platão, também defende o mesmo princípio em sua obra Fédon ao escrever que: "Tudo surge desse modo, opostos criando opostos".

## Conceito original
Heráclito exemplifica com um arco e flecha, em que ao puxar a corda do arco em uma direção lançamos a flecha na direção oposta e com um objeto que quanto mais forte é atirado para cima, mais forte é o impacto que causa ao retornar. Assim, o retorno do oposto da força seria uma lei natural do mundo.

## Conceito junguiano
Um exemplo de enantiodromia é a identificação dos gêneros como feminino e masculino. Só é possível entender o conceito de feminilidade caso haja o masculino como seu oposto. Dessa forma, segundo Jung, conforme um indivíduo se identifica conscientemente com o masculino, um conceito de feminino se forma em seu inconsciente, por compensação.  
A enantiodromia é entendida pela psicologia analítica como um pilar fundamental dentro do processo de compensação energético da psiquê, tal como o complexo de édipo é o pilar fundamental da psicanálise freudiana, Jung concentra suas observações nos mecanismos de compensação psíquica que evocam a processos de mudança na personalidade de indivíduos de forma significativa e curiosamente antagônica, em especial há sempre uma curiosa relação de contrariedade dentro do processo de mudança. Assim pessoas que tem em seus complexos o efeito da enantiodromia bem saliente estão dentro de categorias clássicas de indivíduos que tinham uma certa condição comportamental e a partir de um certo período de suas vidas sofrem uma mudança radical tanto comportamentalmente, quanto subjetivamente na condição qualitativa da sua configuração de personalidade. o conceito de enantiodromia pode ser aplicado a ideia de reviravoltas que uma pessoa pode dar na vida.  
Em casos como este, a psicologia analítica de Jung, entende que indivíduos que antes viviam uma condição que não correspondiam de fato a verdadeira identidade ou "self" de suas personalidades, a partir de um certo ponto, sofrem uma influência brutal de seus inconscientes numa tentativa de integrar aspectos não desenvolvidos do seu self em sua personalidade consciente, e não raramente isto implicaria em que a pessoa acaba por espontaneamente abandonar hábitos e valores que praticava e vivia provavelmente por influência do meio ou coerção familiar, e não que correspondesse de fato a aspectos e traços duradouros do seu real núcleo de personalidade. assim também a enantiodromia é também entendida quando um indivíduo vive uma vida de conceitos unilaterais com perspectivas "fechadas" e padrões obsoletos de pensamento, esquemas limitados, que uma vez que atingem um certo extremo na personalidade consciente, imediatamente um conteúdo psíquico de intenção oposta se formaria no inconsciente até o ponto de irromper na consciência, influenciando radicalmente uma mudança comportamental no indivíduo. Para Jung, é normal que em casos onde o indivíduo passa por transformações que sinalizam a integração de uma personalidade mais ampliada do seu self, tais indivíduos acabem passando por um certo período de conflito subjetivo e vivencial. em alguns casos os conteúdos reprimidos quando não acham qualquer possibilidade de expressão, acabariam por desencadear sintomas psicossomáticos, gerando doenças de origem psicológica no corpo, como uma forma última de compensar a energia retida desses complexos. 
Exemplos
Outros opostos relacionados na psicologia de Jung são:
- Anima/Animus;
- Ego/Sombra;
- Eros/Tânato;
- Extroversão/Introversão;
- Instinto/Arquétipo;
- Amor/Desejo pelo poder,
- Matéria/Psique;
- Sociedade/Personalidade;
- Espírito/Alma;
- Progressividade inconsciente/Regressividade consciente.

Carl Jung usou casos de reviravoltas na vida de pessoas famosas da história ocidental como exemplo de enantiodromia: São Paulo, inicialmente um perseguidor de cristãos, teve um surto e tornou-se um dos porta-vozes mais importantes para a nova religião; Friedrich Nietzsche, que inicialmente amava a música de Wagner, passou a odiar sua música; e Swedenborg, que era um estudioso erudito e se tornou um vidente e religioso. 
Para Jung: "A única pessoa que escapa da lei implacável de enantiodromia é o homem que sabe separar-se do inconsciente, não reprimindo-o, pois assim ele simplesmente o ataca por trás, mas colocando-se claramente diante dele como aquilo que ele é.".

## Neurose
O fenômeno da enantiodromia também é uma forma bem sucedida de explicar alguns tipos de processos neuróticos. alguns conteúdos se formam no inconsciente por enantiodromia uma vez que o indivíduo admite uma postura unilateral na sua forma de expressão consciente, e uma vez que esses conteúdos se formam, podem exercer força psíquica na tentativa de serem admitidos na consciência, o que pode acabar por gerar sintomas neuróticos com pensamentos que irrompem constantemente na consciência se contraponto a ideias e perspectivas assumidas pelo indivíduo consciente.

## Política e sociedade
No contexto político/social, o que se poderia chamar de "enantiodromia social" seria entendido como certos valores e comportamentos que são a princípio repudiados por uma geração mais jovem e que foram observados em seus pais e antepassados, uma vez que passam a ser repudiados por essa nova geração, acabariam de forma irônica sendo repetidos por esta geração antes opositora aos valores passados. Também a possibilidade de ideologias e movimentos de caráter "libertário" após atingirem o seu auge de influência política e social acabarem por perderem sua aparente característica libertária e sutilmente passarem a assumir um comportamento ditador e impositivo de seus novos valores que ironicamente antes serviam para combater outra espécie de ditadura.

## O conceito de não linearidade
O entendimento dos processos de enantiodromia na dinâmica psíquica da personalidade, devem ser entendidos pela ótica Junguiana através de uma perspectiva holística e não linear, isto é, o conceito bem definido de bem e mal, não pode ser aplicado para todos os casos, certo e errado, bom e ruim, tudo depende de processos internos e singulares da dinâmica psíquica para cada pessoa, além de se considerar como os efeitos influenciam de forma integral na totalidade psíquica do indivíduo. Como o mesmo afirma "nunca podemos saber o que o mal pode não ser necessário, a fim de produzir bem por enantiodromia, e que bem pode muito possivelmente levar ao mal."
Esta regra se aplica ao desenvolvimento singular da personalidade de cada pessoa, tendo aqui uma visão que se encaixa dentro de uma perspectiva relativista da dinâmica de compensação psicológica, porém todos os processos estão sujeitos as mesmas leis fundamentais de deslocamento e compensação energéticas.